# Verthemex
Verthemex es una comuna francesa situada en el departamento de Saboya, en la región Auvernia-Ródano-Alpes.
| 143 | 124 | 113 | 117 | 127 | 141 | 167 | 200 | 231 |
| Para los censos de 1962 a 1999 la población legal corresponde a la población sin duplicidades (Fuente: INSEE [Consultar]) |     |     |     |     |     |     |     |     |